# Équipe de France féminine de squash
Pour les articles homonymes, voir Équipe de France.
L'équipe de France de squash féminin est la sélection des joueuses françaises de squash participant aux Championnats du monde par équipes tous les 2 ans depuis 1987. Elle est placée sous l'égide de la Fédération française de squash.
Sur les 17 participations aux championnats du monde, la France a réussi à atteindre 5 fois les quarts de finale, en 1998, en 2000, en 2006, en 2010, en 2014 et les demi-finales en 2016 et 2018.
En 2019, l'équipe de France avec Camille Serme, Coline Aumard, Mélissa Alves et Énora Villard, signe un exploit historique en battant l'équipe d'Angleterre en finale des championnats d'Europe par équipes, deuxième défaite des Anglaises en 42 années de compétition.

## Équipe actuelle
- Mélissa Alves
- Marie Stephan
- Énora Villard
- Lauren Baltayan

## Résultats
Championnats du monde par équipes
| Année                    | Résultat           | Position | G        | P        |
| ------------------------ | ------------------ | -------- | -------- | -------- |
| Birmingham 1979          | Absentes           | Absentes | Absentes | Absentes |
| Toronto 1981             | Absentes           | Absentes | Absentes | Absentes |
| Perth 1983               | Absentes           | Absentes | Absentes | Absentes |
| Dublin 1985              | Absentes           | Absentes | Absentes | Absentes |
| Auckland 1987            | Phase de groupe    | 11e      | 3        | 5        |
| Warmond 1989             | Phase de groupe    | 10       | 4        | 1        |
| Sydney 1990              | Phase de groupe    | 9e       | 4        | 2        |
| Vancouver 1992           | Phase de groupe    | 12e      | 2        | 4        |
| Guernesey 1994           | Phase de groupe    | 10e      | 3        | 3        |
| Petaling Jaya 1996       | Phase de groupe    | 10e      | 4        | 2        |
| Stuttgart 1998           | Quart de finale    | 7e       | 4        | 2        |
| Sheffield 2000           | Quart de finale    | 8e       | 2        | 4        |
| Odense 2002              | Phase de groupe    | 13e      | 4        | 3        |
| Amsterdam 2004           | Phase de groupe    | 16e      | 0        | 6        |
| Edmonton 2006            | Quart de finale    | 8e       | 2        | 4        |
| Le Caire 2008            | Phase de groupe    | 11e      | 4        | 3        |
| Palmerston North 2010    | Quart de finale    | 6e       | 3        | 3        |
| Nîmes 2012               | Huitième de finale | 9e       | 5        | 1        |
| Niagara-on-the-Lake 2014 | Quart de finale    | 6e       | 4        | 3        |
| Paris 2016               | Demi finale        | 3e       | 5        | 1        |
| Dalian 2018              | Demi finale        | 3e       | 3        | 2        |
| Total                    | 16/20              | 0 Titre  | 56       | 50       |